# Дом Общества «Детский труд и отдых»
Дом Общества «Детский труд и отдых» — памятник архитектуры, расположенный в Москве.

## История

Здание построено в 1907 году по проекту архитектора А. У. Зеленко на пожертвование Н. А. Второва.
После кругосветного путешествия и посещения США в 1903—1904 годах Зеленко познакомился с педагогом Станиславом Теофиловичем Шацким, совместно с которым впоследствии организовал общество «Сетлемент» по образцу американских общин. Шацкий работал здесь с 1907 по 1916 годы.
Выкупив участок и построив дом, они организовали классы, кружки, библиотеку, театр и детскую обсерваторию.
В 1908 году «Сетлемент» был закрыт, организаторы арестованы, но вскоре освобождены ввиду отсутствия состава преступления. После этого Александр Устинович уехал на некоторое время в Америку, а Шацкий воссоздал общество, но уже под названием «Детский труд и отдых». В Москве это учреждение пользовалось популярностью.
После Октябрьской революции в здании располагалась «Первая опытная станция по народному образованию». В 1918 году Шацким была открыта «Школа радости», впоследствии переименованная в школу № 204 им. Горького. Характерной особенностью учебного заведения была яркая эмоциональная окраска преподавания. Одной из самых известных выпускниц школы стала Л. З. Лунгина.
После переезда школы в 1936 году в здании располагался дом пионеров.
В конце 1990-х гг. архитектурное сооружение было отреставрировано и реконструировано. В ходе реставрации здание в архитектурном плане значительно упростилось, «удешевилось» и потеряло былое величие. В настоящее время оно приспособлено для делового использования, в нём размещается ряд коммерческих организаций.
«Дом Общества „Детский труд и отдых“» является объектом культурного наследия федерального значения.

## Архитектура

Вид со стороны Тихвинской улицы. Февраль 2017 года.

Изначально здание имело довольно причудливый облик: было невелико по размерам и словно сложено из разнообразных объёмов, оконные проёмы также имели разнообразные формы и повторяли характер помещений. После реконструкции фактура стен была заменена гладкой штукатуркой, исчезли каминные трубы и оконные переплёты.